# Neoathyreus lepidus
Neoathyreus lepidus es una especie de coleóptero de la familia Geotrupidae.

## Distribución geográfica
Habita en Argentina.